# Majeurs et vaccinés
 (janvier 2023).
Si vous disposez d'ouvrages ou d'articles de référence ou si vous connaissez des sites web de qualité traitant du thème abordé ici, merci de compléter l'article en donnant les références utiles à sa vérifiabilité et en les liant à la section « Notes et références ».
Majeurs et vaccinés est une série télévisée québécoise en treize épisodes de 22 minutes, créée par Marc Brunet et Stéphan Dubé et diffusée entre le 13 janvier et le 13 avril 1996 à la Télévision de Radio-Canada.

## Synopsis
Cette sitcom québécoise se concentre sur les aventures de quatre colocataires dans la vingtaine et de leur voisine d'en haut. La série est connue pour son humour décalé et ses textes intelligents. Les personnages principaux apportent une dynamique intéressante à l'histoire en raison de leurs personnalités distinctes et de leurs perspectives différentes sur la vie.
Les blagues sont souvent décalées et s'appuient sur des situations de la vie quotidienne. Les personnages sont également souvent impliqués dans des situations comiques inattendues qui apportent une touche d'humour à la série.
La mise en scène est simple mais efficace, en utilisant des décors et des scénarios familiers pour mettre en valeur les histoires et les blagues. Les acteurs jouent de manière caricaturale, mais avec une maitrise remarquable. Leur performance ajoute une dimension supplémentaire à l'histoire et aide à la rendre crédible et divertissante.

## Fiche technique
- Scénario et dialogues : Marc Brunet et Stéphan Dubé
- Réalisation : Philippe-Louis Martin
- Mise en scène : André Montmorency
- Producteurs : Jean Bissonnette, Jean-Claude Lespérance, Richard Martin, Luc Wiseman
- Société de production : Avanti Ciné Vidéo

## Distribution[1]

### Personnages principaux
- Christine Bellier : Julie Cormier
- Patrice Dubois : Gilbert Matte
- Sylvie Moreau : Catherine Beaulieu
- Brigitte Saint-Aubin : Isabelle Bourque
- Yanic Truesdale : Philippe Tessier

### Personnages secondaires
- Dany Michaud : Pascalin, le partenaire un peu idiot de Philippe en Psycho.
- Fanou Lanciault : Marie, la petite-amie coincée de Philippe.
- Béatrice Picard : La dame de l'université.
- Julien Poulin : Tony, le propriétaire du bar où Julie travaille.
- Carole Dion : Maude, la serveuse au bar où Julie travaille.
- Nathalie Claude : Micheline, l'amie d'enfance d'Isabelle qui pratique le métier de réceptionniste dans un abattoir.
- Véronique Le Flaguais : Monique Tessier, mère de Philippe.
- Louis-Georges Girard : Jean Tessier, père de Philippe.

### Apparitions
- Sonia Vachon : Infirmière responsable du beau-père de Julie lorsqu'il est hospitalisé.
- Linda Sorgini : Colette Cormier, mère de Julie.
- Pauline Martin : Madame Matte, mère de Gilbert.
- Marcel Sabourin : Guy Matte, grand-père de Gilbert.
- Pauline Lapointe : Madame Bourque, mère d'Isabelle.
- Marie-Chantal Perron : Esther, la bibliothécaire de 33 ans que Gilbert a fréquenté alors qu'il en avait 19.
- Isabelle Brouillette : Marie-Hélène, une ex-blonde de Gilbert au décolleté profond.
- Jinny Picard : La petite vendeuse porte-à-porte qui vendait du chocolat pour l'aider à payer un voyage de patin.
- Nicole Fillion : Sœur Mireille.
- Ivaylo Founev: Kimon Kostov, joueur d'échecs bulgare.

### Figurants célèbres et petits rôles
- André Montmorency : L'ivrogne du bar de Tony. Ses répliques furent: «Arrête de rêver, fille, j'pas disponible.» et «Coudonc, j'cré bin j'vas prendre une autre bière!»
- Éric Salvail : Client du bar de Tony.
- Jacynthe René : Cliente du bar chez Tony.

## Épisodes

### Épisode 1: La solution
Date de première diffusion: Samedi 13 janvier 1996
Gilbert et Julie sont découragés. L’année universitaire est sur le point de commencer et ils n’ont toujours pas trouvé de colocataire. Le meilleur copain de Gilbert, Philippe, qui vit encore chez ses parents fortunés, se rit de leurs ennuis sans savoir qu’il aura bientôt à y faire face lui aussi. Catherine, l’amie de Julie, ne se gêne pas pour raconter les problèmes qu’elle éprouve avec sa propre colocataire et, surtout, avec Chouchoune, la chatte de celle-ci. Pendant ce temps, au bureau des services aux étudiants de l’université, Isabelle, qui arrive de la campagne, se cherche un appartement.

### Épisode 2: La première fois
Date de première diffusion: Samedi 20 janvier 1996
Il y a des secrets qu’on ne devrait jamais dévoiler à personne, surtout pas à ses amis. Et il y a des amis qui ne devraient jamais se mettre en tête de vouloir notre bonheur, surtout contre notre gré.

### Épisode 3: L'anniversaire
Date de première diffusion: Samedi 27 janvier 1996
C’est l’anniversaire de Julie et ses amis lui organisent une fête surprise. Gilbert décide d’y amener sa nouvelle conquête, une femme beaucoup plus âgée que lui.

### Épisode 4: L'hôpital
Date de première diffusion: Samedi 3 février 1996
Lors d’une visite à l’hôpital, Julie revoit sa mère, à qui elle n’a pas parlé depuis plus d’un an.

### Épisode 5: La visite
Date de première diffusion: Samedi 10 février 1996
Une mère qui vous visite, c’est toujours agréable… enfin, presque. Une mère qui vous traite comme un enfant devant vos amis, c’est toujours gênant… enfin, la plupart du temps. Mais une mère qui vous cache quelque chose, c’est toujours intrigant… toujours!

### Épisode 6: Le coup de main
Date de première diffusion: Samedi 17 février 1996
Qu’ont en commun une petite fille qui vient du Guatemala et une rousse instable?

### Épisode 7: Longueur d'onde
Date de première diffusion: Samedi 24 février 1996
Catherine croit avoir enfin rencontré celui qui lui fera vivre une grande passion. De son côté, Philippe réalise un de ses rêves : animer sa propre émission de télévision. L’un et l’autre apprendront assez vite que dernière chaque passion se cache une dure réalité.

### Épisode 8: Le test
Date de première diffusion: Samedi 2 mars 1996
Pour Philippe, c’est le grand jour : ses parents rencontrent pour la première fois Marie, sa petite amie. Catherine, aidée d’Isabelle, se prépare en vue d’une audition pour devenir professeur de danse aérobique.

### Épisode 9: L'amie d'enfance
Date de première diffusion: Samedi 9 mars 1996
Isabelle retrouve une amie d’enfance, Micheline, venue en ville passer quelques jours. Celle-ci sèmera la discorde entre les colocataires.

### Épisode 10: Le grand-père
Date de première diffusion: Samedi 23 mars 1996
Il est toujours délicat de dire à quelqu’un qu’il dérange, qu’il s’agisse d’une serveuse hyperactive ou de son grand-père.

### Épisode 11: Les échecs
Date de première diffusion: Samedi 30 mars 1996
Trouvant sa vie sociale et sexuelle un peu ennuyeuse, Julie prend les grands moyens pour remédier à la situation. Mais, loin de l’appuyer dans sa décision, Catherine y voit une provocation personnelle.

### Épisode 12: L'échange
Date de première diffusion: Samedi 6 avril 1996
Pour que sa mère cesse de lui poser des questions sur sa vie amoureuse, Gilbert lui raconte qu’Isabelle est sa petite amie mais il apprendra à ses dépens qu’il n’est pas toujours bon de mentir. À la suite d’un malencontreux échange de sacs à main, Julie se retrouve dans une situation fâcheuse.

### Épisode 13: Second début
Date de première diffusion: Samedi 13 avril 1996
Piquée par le contenu d’une lettre que sa mère lui a envoyée, Catherine entreprend des démarches afin de retourner aux études. Les colocataires hébergent pour quelques jours Micheline, l’amie d’enfance d’Isabelle.

## Commentaires
La série, qui a été en ondes une saison, est l'ancêtre de la sitcom Catherine dans laquelle Sylvie Moreau reprend son personnage de Catherine Beaulieu.

## Récompenses
- 1996 : Prix Gémeaux du meilleur texte pour un spécial ou une série humoristique[2] : Marc Brunet et Stéphan Dubé
- 1997 : Prix Can Pro de la meilleure série comédie de situations[2] : Avanti Ciné Vidéo